# El Pedernoso
El Pedernoso és un municipi de la província de Conca a la comunitat autònoma de Castella la Manxa, està situat a la zona sud de la província a 107 km de Conca. En el cens de 2007 tenia 1307 habitants i un territori de 56,38 km². El codi postal és 16638.

## Demografia
| 1991 |  | 1996 |  | 2001 |  | 2004 |  | 2006  |
| ---- |  | ---- |  | ---- |  | ---- |  | ----- |
| 1412 |  | 1356 |  | 1289 |  | 1296 |  | 1.288 |